# Isodictya dufresni
Isodictya dufresni är en svampdjursart som beskrevs av Boury-Esnault och van Beveren 1982. Isodictya dufresni ingår i släktet Isodictya och familjen Isodictyidae. Inga underarter finns listade i Catalogue of Life.